# Knorkator
Knorkator — немецкая рок-группа из Берлина, основанная в 1994 году и исполняющая Neue Deutsche Härte с комедийно-пародийной лирикой и в том же музыкальном ключе. Музыканты называют свою группу «Самая главная немецкая группа в мире» (Deutschlands meiste Band der Welt). За пределами рок-сцены группа добилась большой популярности в 2000 году, участвуя в отборочном конкурсе за участие на Евровидение. В это время она привлекла к себе внимание общественности вульгарными текстами и несерьёзным отношением к музыкальным конкурсам, тем самым выделившись на фоне остальных участников. Также группа стала известной благодаря своим кавер-версиям, которые она делала на композиции The Beatles, Boney M, AC/DC и Puhdys.
В 2008 году группа распалась после своего концерта 5 декабря. Официальная причина распада — желание лидера группы Альфа Атора покинуть Германию и эмигрировать в Таиланд. В ноябре 2010 года, однако, группа объявила о возобновлении творческой деятельности.
Название группы основывается на немецком слове knorke, что означает в берлинской разговорной речи «отличный», «классный», «крутой».

## История
Музыкальный коллектив Knorkator был образован в 1994 году, когда Альф Атор так и не привлёк большого внимания к своей музыке, которая была схожа с творчеством Питера Гэбриела. Тогда он решил сделать нечто совсем иное, по его словам создать настоящую говённую группу. Для этого в качестве вокалиста он пригласил своего друга Штумпена, с которым познакомился ещё в то время, когда только начинал профессионально зарабатывать музыкой. Тогда ему приходилось искать работу и подрабатывать где есть возможность. Так, в ходе одной из своих работ по уходу за больным, он встретил Штумпена, за которым, собственно, и ухаживал. Вскоре к группе примкнул и гитарист, который, однако, не задержался в группе надолго и ушёл в более популярный в то время музыкальный проект. Тогда ему на смену пришёл Базз Ди.
Уже в 1995 году вышел дебютный мини-альбом A. В 1998 году, в преддверии выхода дебютного полноформатного студийного альбома The Schlechtst of Knorkator (рус. Наихудшее из Knorkator), выходит сингл Böse (рус. Зло) и продаётся тиражом около 20 тысяч экземпляров. Сингл был воспринят как пародия над Rammstein, но Альф Атор говорит по этому поводу:

При сочинении Böse я вообще-то думал о всех злых-презлых сатанинских группах, а совсем не о Rammstein, но я должен сказать, что совсем не против такой точки зрения, потому что Rammstein тоже одна из таких групп.
Продюсером дебютного альбома Knorkator является Родриго Гонсалес («Род») из группы Die Ärzte. Альбом имел большой успех, и изданием релизов группу заинтересовались ведущие мейджор-лейблы. Таким образом второй альбом Hasenchartbreaker вышел на Mercury Records. В 2000 году вышел третий альбом группы под названием Tribute to uns selbst (рус. Трибьют самим себе) и продолжил музыкальную и лирическую концепцию коллектива. На альбоме впервые можно услышать работу настоящего ударника. В то же время Knorkator участвуют в отборочном конкурсе на право участия в Евровидении с композицией Ick wer zun Schwein (рус. Я превращаюсь в свинью). Песня заняла четвёртое место, а о Knorkator написали самые крупные немецкие газеты. В 2003 году выходит альбом Ich hasse Musik (рус. Я ненавижу музыку), который стал не таким провокационным, как прошлые работы коллектива.
В 2007 году Knorkator выпускают новый альбом Das nächste Album aller Zeiten (рус. Следующий альбом всех времен). Синглы Wir werden alle sterben (рус. Мы все умрём) и Alter Mann (рус. Старик), традиционно ироничные, сопровождаются выходом рисованных клипов. Обложка альбома выдержана в стилистике прорисовки клипа Alter Mann.

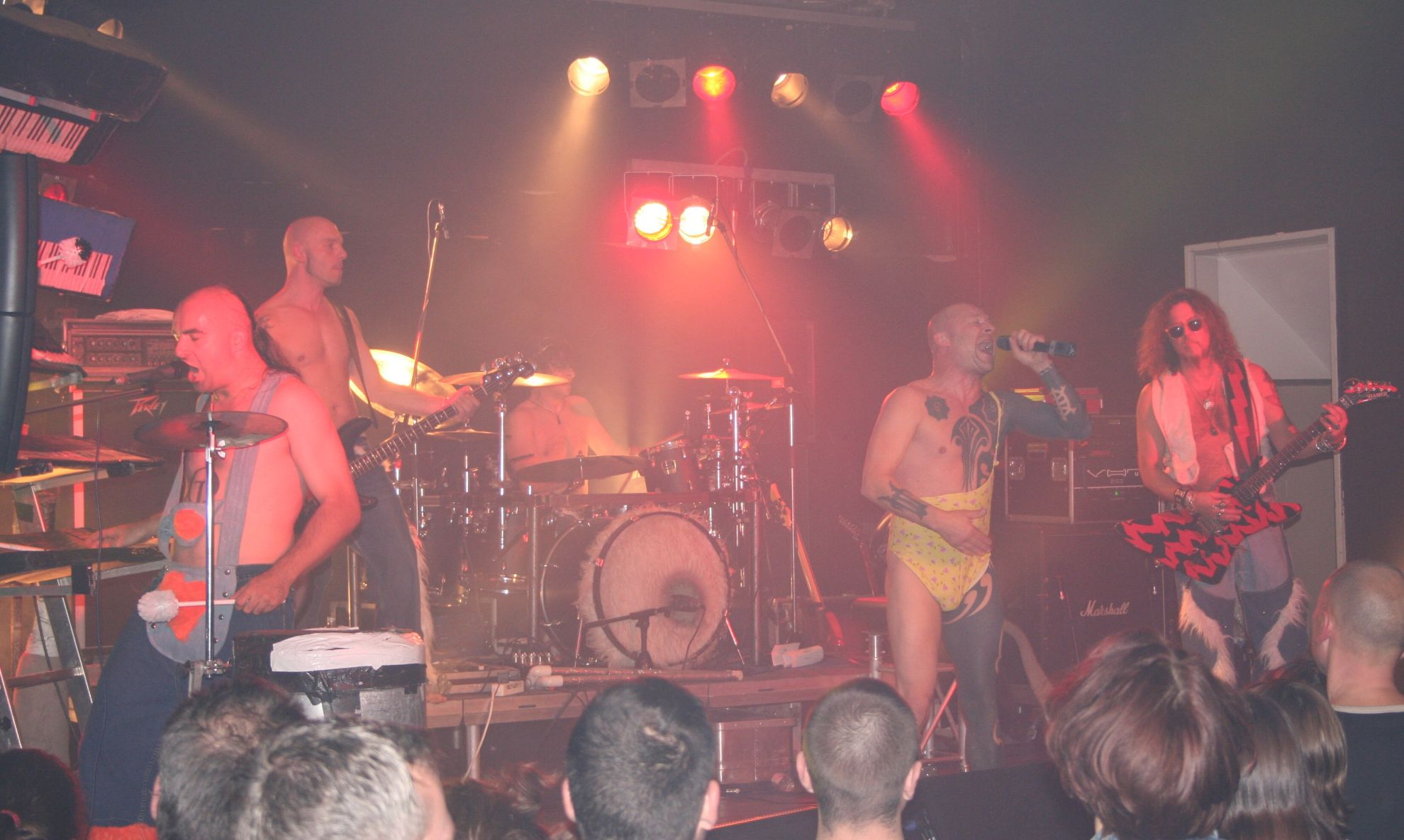

После выпуска в 2008 году двойного концертного DVD Weg nach unten (рус. Путь вниз) группа объявляет о своём распаде.
В 2009 году формально уже распавшаяся группа принимает участие в трибьютах Die Fantastischen Vier («Tribute To Die Fantastischen Vier») и Scooter («Hands On Scooter»).
После окончательного распада Knorkator музыканты вплотную занялись сторонними проектами. Альф Атор выступает с сольной программой, а также работает в качестве сессионного музыканта, в частности, заменив на нескольких концертах Rammstein заболевшего клавишника Кристиана Лоренца. Остальные члены группы также не прекратили музыкальную деятельность, в частности Штумпен и Базз Ди выпустили в 2010 году альбом Jesang zur Jitarre und manchmal och Jeije и выступали с совместным концертами.
Осенью 2010 года появилось сообщение о возрождении Knorkator. Начиная с апреля 2011 года группа гастролирует по Германии. 16 сентября 2011 года состоялся выход нового альбома Es werde Nicht.
Летом 2012 года было объявлено об уходе Ника Гогова в группу Pothead. Новым барабанщиком стал экс-ударник Pothead Себастьян Мейер.  На гастролях в ЮАР и России вакантное место барабанщика временно занимал бывший участник In Extremo Моргенштерн.
17 января 2014 года вышел новый альбом We want Mohr. Игра слов в его названии (Mohr - нем. "мавр", также используется как уничижительное обращение к представителям негроидной расы) вызвала неадекватную реакцию в немецкой прессе: группу обвинили в расизме.
Завершающий концерт тура в поддержку альбома We want Mohr, состоявшийся 17 мая 2014 года, с группой отыграл Николай Гогов. Себастьян Мейер не принял участия в концерте. Позже было объявлено о возвращении Николая Гогова в группу Knorkator.

## Лирика
Лирическая составляющая творчества коллектива носит яркий комедийный и пародийный характер и повествует о различных мерзостях и гадостях. Кроме того в текстах песен группы обильно используется ненормативная лексика. Альф Атор:

Я надеюсь, что в наших песнях полно юмора, и от этого нам весело самим. Мы не хотим испохабить пародируемые нами группы, напротив, мы очень уважаем их. Мы просто специально записали их в полностью изменённом виде… А наши песни — они вроде бы как наоборот, они облегчают. Это вроде как блевать после неумеренного потребления алкоголя… Мы обычные злые ребята, поющие о том, о чём думает большинство из вас, но не решается об этом сказать. Например, песня Ich Will Nur Ficken (рус. Я хочу только секса) выражает мысли подавляющего большинства мужиков. Нравится вам это или нет, но это так. Лично для меня эта песня словно написана у меня на теле, потому что я думаю только такими категориями.

## Состав
- Штумпен (Геро Иверс) — вокал (1994 — настоящее время)
- Альф Атор (Александр Томас) — клавишные, вокал (1994 — настоящее время)
- Базз Ди (Себастьян Баур) — гитара (1996 — настоящее время)
- Райко Гольке — бас (2010 — настоящее время)
- Филипп Шваб — ударные (концертный участник 2014—2015, постоянный участник 2020 — настоящее время)

### Бывшие участники
- Дж. Кирк Тиле — гитара (1994—1997)
- Томас Гёрш — ударные (1994—1998)
- Кристиан Герлах — ударные (1998—2003)
- Тим Букту (Тим Шалленберг) — бас (2003—2008)
- Себастьян Мейер — ударные (2012—2014)
- Ник Арагуа (Николай Гогов) — ударные (2003—2012, 2014—2020)

### Концертные участники
- Джен Маджура — гитара (2012—2014)

## Дискография

### Альбомы
- 1995 A (EP)
- 1998 The Schlechtst of Knorkator
- 1999 Hasenchartbreaker
- 2000 Tribute to uns selbst
- 2002 High Mud Leader
- 2003 Ich hasse Musik (Limited Edition + bonus tracks)
- 2005 Zu alt (DVD+CD bzw. CD+DVD)
- 2007 Das nächste Album aller Zeiten (Limited Edition + DVD; Vinyl Edition)
- 2011 Es werde Nicht (Deluxe Edition + DVD; Vinyl Edition)
- 2014 We want Mohr (Deluxe Edition + DVD; Vinyl Edition)
- 2016 Ich bin der Boss (Deluxe Edition + DVD & Photobook; Green & Yellow Color Vinyl Editions)
- 2019 Widerstand ist zwecklos
- 2022 Sieg der Vernunft

### Синглы
- 1998 «Böse»
- 1999 «Weg nach unten»
- 1999 «Der Buchstabe»
- 2000 «Ick wer zun Schwein»
- 2000 «Ich lass mich klonen»
- 2000 «Komm wieder her»
- 2003 «Der ultimative Mann»
- 2006 «Wir werden alle sterben»
- 2007 «www.einliebeslied.com» (Anton Zylinder feat. Knorkator)

### DVD
- 2005 Zu alt
- 2007 Gastspiel mit 143.425 Bildern (Das nächste Album aller Zeiten bonus DVD)
- 2008 Schmeckt nach Knorkator
- 2008 Weg nach unten (2 DVD)
- 2011 Abschiedskonzert (Es werde Nicht bonus DVD)
- 2014 Zitadelle (We want Mohr bonus DVD)
- 2015 Knorkatourette (DVD; Blu-ray; Deluxe Edition Photobook + DVD + Blu-ray + 2CD)
- 2016 Karaoke (Ich bin der Boss bonus DVD)

### Компиляции
- 2010 Mein Leben Als Single. [96-08]
- 2012 Weltuntergang! Alles muss raus! (5CD Remastered Box Set 1998-2007)